# Гарольд Парді
Гарольд Парді (англ. Harold Ensign Bennet Pardee) — американський кардіолог, відомий через здійснений ним опис електрокардіографічної ознаки гострого інфаркту міокарда — дуги Парді.
У 1920 році Гарольд Парді описав характерні зміни сегмента ST у пацієнта з гострим інфарктом міокарда, які в подальшому Полом Вайтом було названо на честь науковця — дугою Парді.

## Науковий доробок
- Harold E. B. Pardee: An electrocardiographic sign of coronary artery obstruction. In: Arch Intern Med. 1920 Nr. 26, S. 244—257.
- Harold E. B. Pardee: Clinical Aspects of the Electrocardiogram. Hoeber, New York 1924. (weitere Auflagen 1928, 1933, 1941)
- Harold E. B. Pardee (Hrsg.): The Nomenclature and Criteria for the Diagnosis of Diseases of the Heart and Blood Vessels. New York Tuberculosis and Health Association, New York 1928.
- Harold E. B. Pardee: What You Should Know About Heart Disease. Lea & Febiger, Philadelphia 1928.